# Ritratto equestre di Francisco de Moncada
Il ritratto, opera di Antoon Van Dyck, rappresenta Francisco de Moncada, nobile spagnolo che fu per un anno Governatore dei Paesi Bassi spagnoli. Il pittore fiammingo era da poco rientrato nelle Fiandre, da Londra, lo realizzò nel 1634, allorché ricevette la contemporanea commessa per due quadri: uno, appunto, quello equestre in oggetto, che è conservato presso il Museo del Louvre di Parigi; il secondo, invece, è il Ritratto di Francisco de Moncada, e si trova al Kunsthistorisches Museum di Vienna.